# Хуан Кареньо де Міранда
Хуан Кареньо де Міранда (ісп. Juan Carreño de Miranda; 25 березня 1614, Авіла — 3 жовтня, 1685, Мадрид) — іспанський художник доби бароко.

## Біографія
Народився в місті Авіла. Іспанські дослідники висловлюють думку, що він — позашлюбна дитина якогось аристократа. Офіційно його батьком вважають художника з таким саме ім'ям.
Художнє навчання опанував в майстерні Педро де лас Куеваса. Починав як художник релігійних композицій. Мав впливи художніх манер ван Дейка, Рубенса, Веласкеса.
У Мадриді співпрацював з художником короля Франсіско Річчі, автором релігійних композицій. Сам став художником короля у 1669 р., ставши конкурентом Франсіско Річчі. Життєписи обох художників залишив іспанський історіограф Антоніо Паломіно.
Художники розмежували сфери діяльності після того, як Кареньо де Міранда отримав від короля посаду придворного живописця. Кареньо де Міранда став портретистом, Франсіско Річчі займався оздобленням собору в Толедо, малював релігійні композиції, займався декораціями та театральними машинами в палаці Буен Ретіро. Антоніо Паломіно називав Франсіско Річчі великим архітектором та майстром перспективи.
Кареньо де Міранда помер в Мадриді.

## Вибрані твори
- Хрещення в Йордані, Ермітаж
- Перемога Святого Якова над мусульманами, Будапешт
- Король Карлос ІІ
- Посол Московії в Іспанії Петро Потьомкін в боярському вбранні
- Карлиця Євгенія Мартінес
- Королева Маріанна Австрійська в траурі, Прадо
- Марія — Луїза Бурбон, Одеса

## Галерея

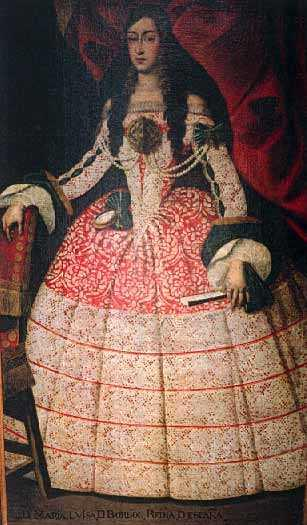
Марія-Луїза Орлеанська
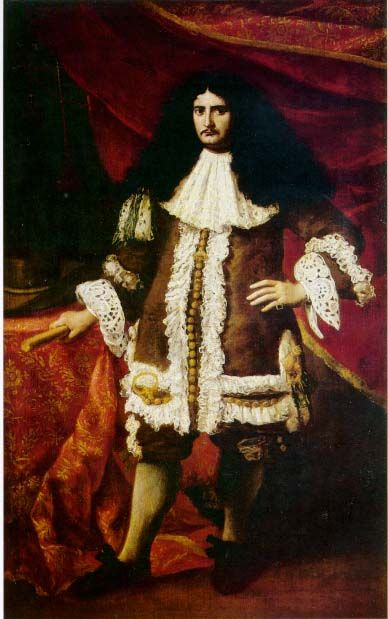
Портрет Франсіско Дієго де Басан у Бенавідес († 1680), 5-й маркіз Санта-Крус
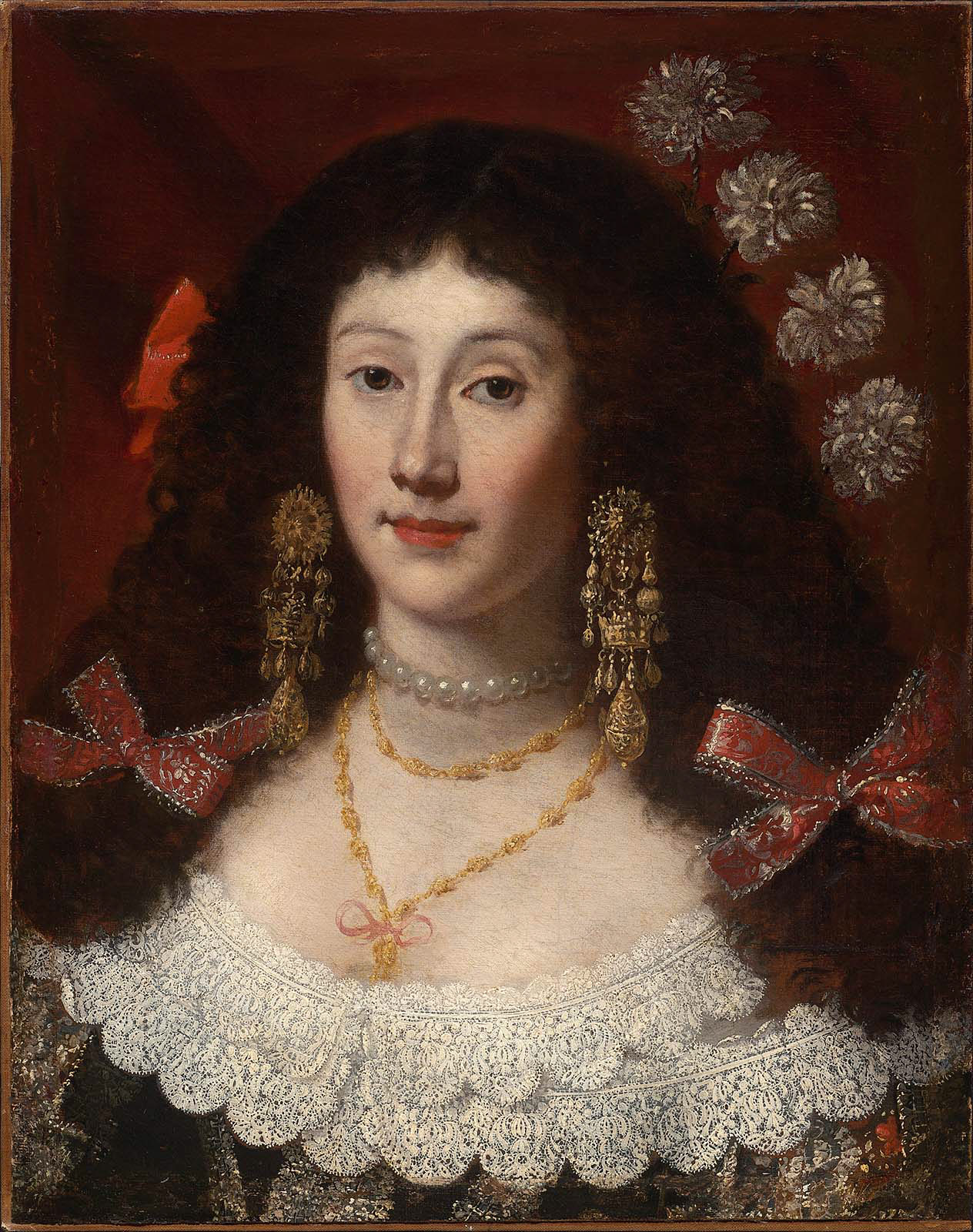
Невідома пані
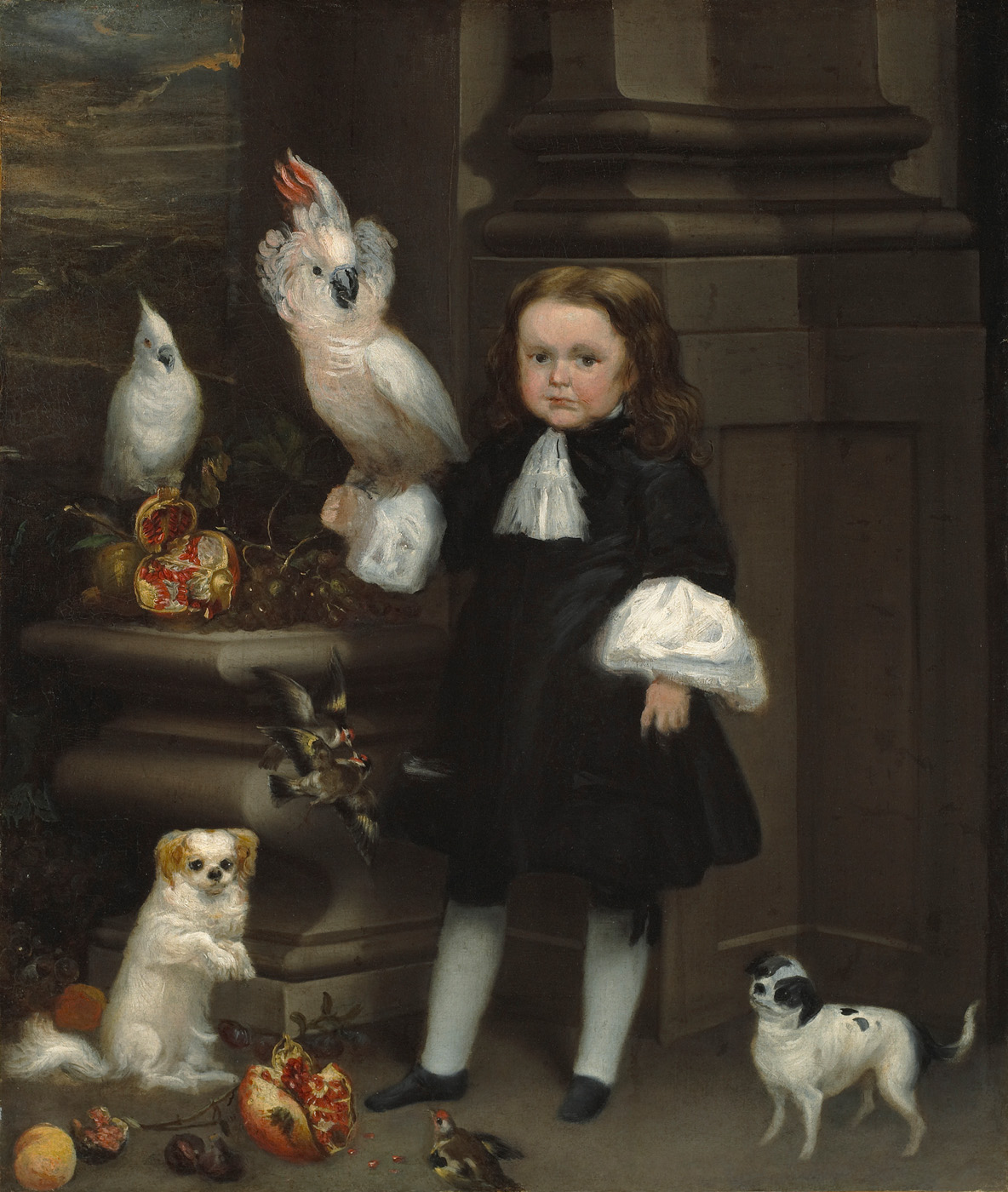
Карлик Мічо
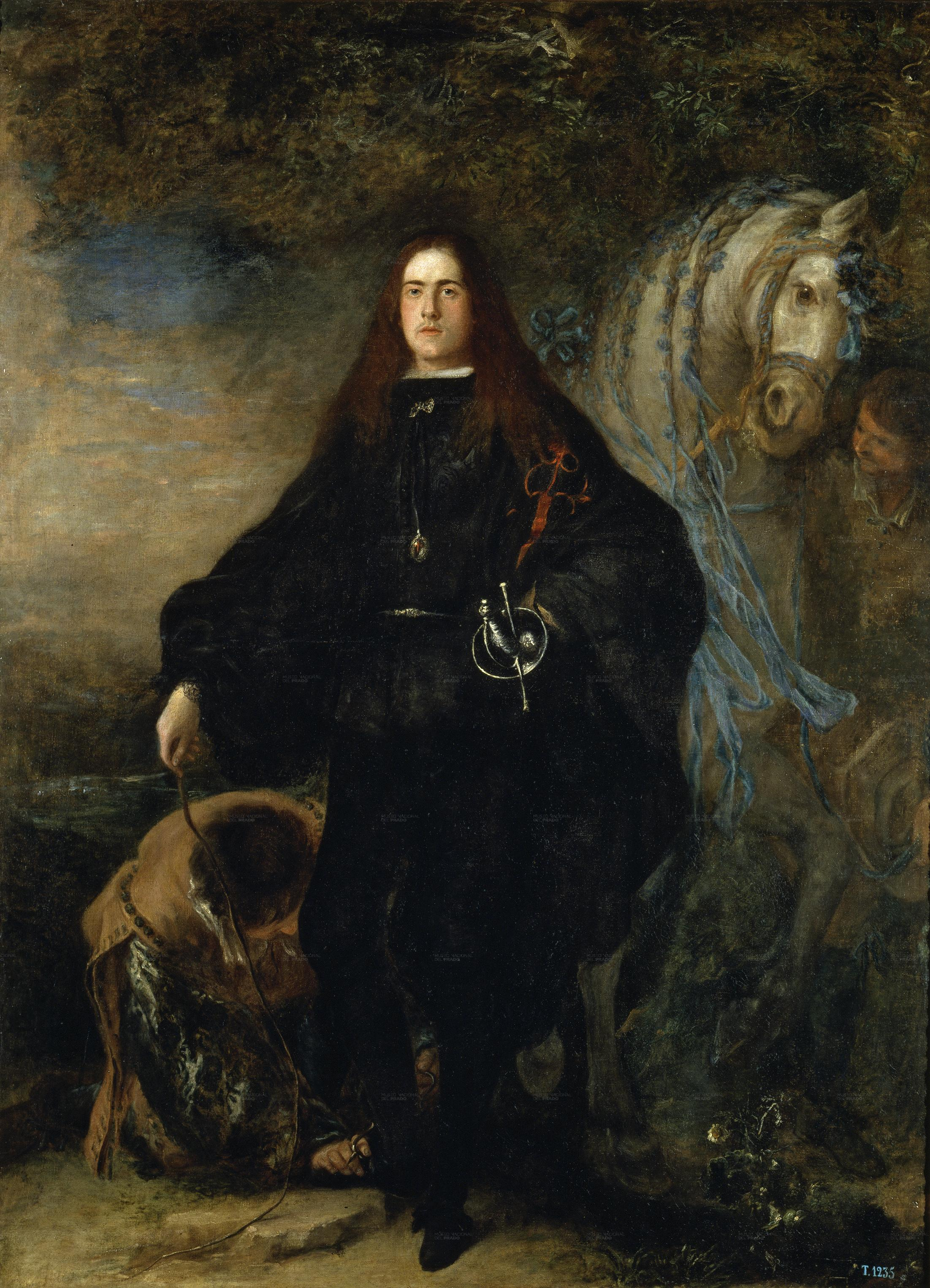
Герцог Пастрана, Прадо, Мадрид